# لوتارنژی پایین
دوک‌نشین لوتارنژی پایین یا لوتارنژی شمالی یک دوک‌نشین طایفه‌ای در پادشاهی آلمان در سده‌های میانه بود. این دوک‌نشین در ۹۵۹ میلادی پایه‌ریزی شد و کمابیش شامل کشورهای کنونی بلژیک، هلند، لوکزامبورگ، راینلندِ آلمان و نور-پا-دو-کاله فرانسه بود.